# Esophyllas
Esophyllas es un género de arañas araneomorfas de la familia Linyphiidae. Se encuentra en  California en Estados Unidos.

## Lista de especies
Según The World Spider Catalog 12.0:
- Esophyllas synankylis Prentice & Redak, 2012
- Esophyllas vetteri Prentice & Redak, 2012